# Бернхард Йоахим фон Бюлов (1747 – 1826)
Бернхард Йоахим фон Бюлов (на немски: Bernhard Joachim von Bülow; * 1747 в Камин/Фелан в Мекленбург-Предна Померания; † 30 август 1826 в Шверин) е благородник от род фон Бюлов, дипломат в Мекленбург-Шверин и главен дворцов маршал.
Той е син на Бернхард Йоахим фон Бюлов (1704 – 1779) и съпругата му Кристина Елизабет фон Бюлов (1724 – 1800), дъщеря на Ото Хайнрих фон Бюлов (1684 – 1760) и Давидия Мария фон Дриберг (1700 – 1778). Внук е на Хартвиг фон Бюлов-Камин (1674 – 1711) и Катарина Луиза фон Негенданк (1674 – 1727). Правнук е на Бернхард Йоахим фон Бюлов-Камин (1632 – 1676) и Хиполита Мария фон Шак (1649 – 1720). Брат е на Хартвиг фон Бюлов (1744 – 1779) и Катарина Луиза фон Бюлов (1747 – 1800), омъжена за Карл Густав II фон Малтцан (1735 – 1818).
Бернхард Йоахим фон Бюлов посещава рицарската академия в Брауншвайг и става дворцов юнкер на служба при хецог Фридрих II фон Мекленбург. През 1775 г. като камерхер той придружава наследствения принц Фридрих Франц за сватдбата му с принцеса Луиза фон Саксония-Гота-Алтенбург в Гота. През 1796 г. той представя двора при преговорите за годежа на Луиза Шарлота фон Мекленбург-Шверин в Стокхолм. През 1806/1807 г. той е главен преговарящ на херцогството с французите и през 1807 г. ръководи делегацията на съсловията на Мекленбург във Варшава, където преговаря с Талейран за завръщането на избягалата в Алтона херцогска фамилия. През 1813 г. той за кратко е начело на управлението на Мекленбург-Шверин.
През 1792 г. той купува именията Ретгендорф, Флесенов, Ной-Шлагсторф и Фенчов.
Бернхард Йоахим фон Бюлов е награден с „Големия кръст на ордена Данеброг“. Гробовете на Бернхард Йоахим фон Бюлов и втората му съпруга се намират в църквата на Ретгендорф.
Внук му Бернхард Ернст фон Бюлов (1815 – 1879) е външен министър на Германската империя. Правнук му Бернхард Хайнрих фон Бюлов (1849 – 1929) става 1. княз на Бюлов и от октомври 1900 до юли 1909 г. е имперски канцлер на Германската империя.

## Фамилия
Бернхард Йоахим фон Бюлов се жени за Елизабет фон дер Люе († 1796). Те имат децата: 
- Бернхард фон Бюлов (1782 – 1824)
- Кристина фон Бюлов (1783 – 1812)
- Фридрих фон Бюлов (1786 – 1827)
- Адолф Хайнрих Хартвиг фон Бюлов (* 17 октомври 1787, Витенбург; † 11 декемврир 1816, Кизмар), от 1809 г. юрист в Дания, женен за графиня Сузана Августа Аделхайд Клара фон Баудисин (* 25 септември 1790, Копенхаген; † 26 септември 1874, Пльон), дъщеря на датския кралски генераллейтенант Карл Лудвиг фон Баудисин (1756 – 1814), губернатор на Копенхаген.
- Хелмут фон Бюлов (1789 – 1839)
- Хайнрих фон Бюлов (* 16 септември 1792, Шверин; † 6 февруари 1846), фрайхер, пруски външен министър, сгоден на 30 октомври 1816 г., женен на 10 януари 1821 г. за Габриела фон Бюлов (* 28 май 1802, Берлин; † 16 април 1887, Берлин), дъщеря на Вилхелм фон Хумболт, на когото той е секретар
- София фон Бюлов (1793 – 1797)

Бернхард Йоахим фон Бюлов се жени 1708 г. втори път за Луиза Шарлота фон Оертцен (* 17 април 1764; † 22 февруари 1833). Те имат четири деца.